# Léonie Lousseau
Pour les articles homonymes, voir Léonie.
Léonie Lousseau, alias Léonie, de son vrai nom Martine Annie Collet, née le 8 mai 1947 près de Saint-Malo, est une chanteuse, comédienne et graphiste française.
Elle a interprété la bande-annonce du film Les Gants blancs du diable en 1973.

## Biographie

### Jeunesse et débuts
Elle est née près de Saint-Malo d'un père professeur de lettres et peintre, et d'une mère au foyer, tous deux bretons, est aussi petite-fille d'un artiste peintre.
Léonie fait sa principale scolarité à Ivry puis au lycée Claude-Monet à Paris 13e, puis en 3e à l'annexe d'Henri IV à Vitry. Pressée, elle passe son bac en seconde, en même temps qu'elle prépare et réussit le concours d'entrée au lycée pilote de Sèvres, section dessin arts plastiques.
À la fin des années 1960, pour gagner sa vie, Léonie pose pour les magazines, fait de l'illustration, et du graphisme, des petits rôles au cinéma aussi.

### Carrière
En 1967, Léonie Lousseau est repérée par Sébastien Poitrenaud qui lui écrit quatre chansons qu'elle enregistre chez Philips, intitulées : Je m'en vais faire un tour dans la campagne, Le Cinérama, Candie, mais surtout La Fleur de Serre un petit bijou de chanson que Léonie adore. Jean-Claude Vannier fera les arrangements et dirigera les séances. Elle commence alors une aventure qui la conduira à rencontrer en 1971, le chanteur Christophe, pour lequel elle écrit Main dans la main et Good bye je reviendrai, puis Thierry Vincent, chanteur du célèbre Oh ! les filles, oh ! les filles, elles me rendent marteau : ils travailleront ensemble à la production d'un deuxième de la chanteuse intitulé En Alabama, (paroles et musique : Jean-Claude Vannier) et Wahala Manitou (musique et chœurs Christophe, paroles Étienne Roda-Gil).1971, c'est aussi la date du décès brutal de son petit frère, un drame qui va briser son élan : elle s'éloigne des plateaux, des interviews, et si elle continue à enregistrer jusqu'en 1975, c'est dans une sorte de tristesse dont elle a du mal à se défaire.
Son pseudonyme rend hommage à sa grand-mère.
Elle chante la bande annonce du film de László Szabó, Les Gants blancs du diable en 1973.
En 1979, Léonie sort, en Allemagne, chez Ariola, un disque 45 tours intitulé Elisabetti, mais étant enceinte, le producteur a rompu le contrat avec Ariola, à son grand regret.
En 1985, sortie du vinyle Poil à la pub, dans lequel elle interprète magnifiquement Les Grolles et Le Mille-pattes de Richard Gotainer pour ERAM.
En 2012, Christofer Johnsson, leader du groupe de métal symphonique Therion, reprend ses chansons Lilith, En Alabama et Wahala Manitou sur son album titré "Les Fleurs du mal".
Elle se rapproche alors d'un auteur-compositeur-interprète anglais, Paul Ives, ni connu, ni reconnu, et c'est dans cette non notoriété, sans contingence commerciale ni obligations d'aucune sorte si ce n'est artistique, en-dehors de son environnement habituel, qu'elle va se sentir mieux et produire avec lui, les chansons inédites tels que Elisabetti, Que la pluie, Lady of glue, L'Amour c'est comme le chocolat, mises en ligne sur Youtube seulement en 2016.

### Carrière cinématographique
En 1969, elle apparaît dans le film Paul réalisé par Diourka Medveczky avec Bernadette Lafont, Jean-Pierre Léaud, et Jean-Pierre Kalfon.
En 1971, elle tourne dans le film du peintre Charles Matton, L'Italien des roses.

### Autres carrières
En 1970, elle dessine la pochette du premier album du groupe Dynastie Crisis, qui est sorti la même année, et apparaît dans un film de Daniel Daert, Caïn de nulle part. Elle dessine aussi la première pochette de Gilbert Montagné.
Léonie Lousseau a également travaillé comme graphiste et maquettiste aux éditions Filipacchi : Salut les Copains et Mademoiselle Âge Tendre (M.A.T.).

## Vie privée
Elle a une fille qui se prénomme Émilie, née en 1979.

## Discographie
- 1968 : Je m'en vais faire un tour dans la campagne, la fleur de Serre, le cinérama, Candie
- 1971 : En Alabama, Wahala manitou
- 1972 : Le Jardin anglais, Mozart
- 1972 : Lennon, Lilith
- 1973 : Les Gants blancs du diable
- 1975 : So Long John, L'autre petit prince
- 1979 : Elisabetti, Y a rien à faire avec les hommes...
- 2016 : L'amour c'est comme le chocolat,... Que la pluie... Bijoux, cachous, blues déglingué... C'est merveilleux la vie (sur Youtube)